# Jailbreak (iOS)

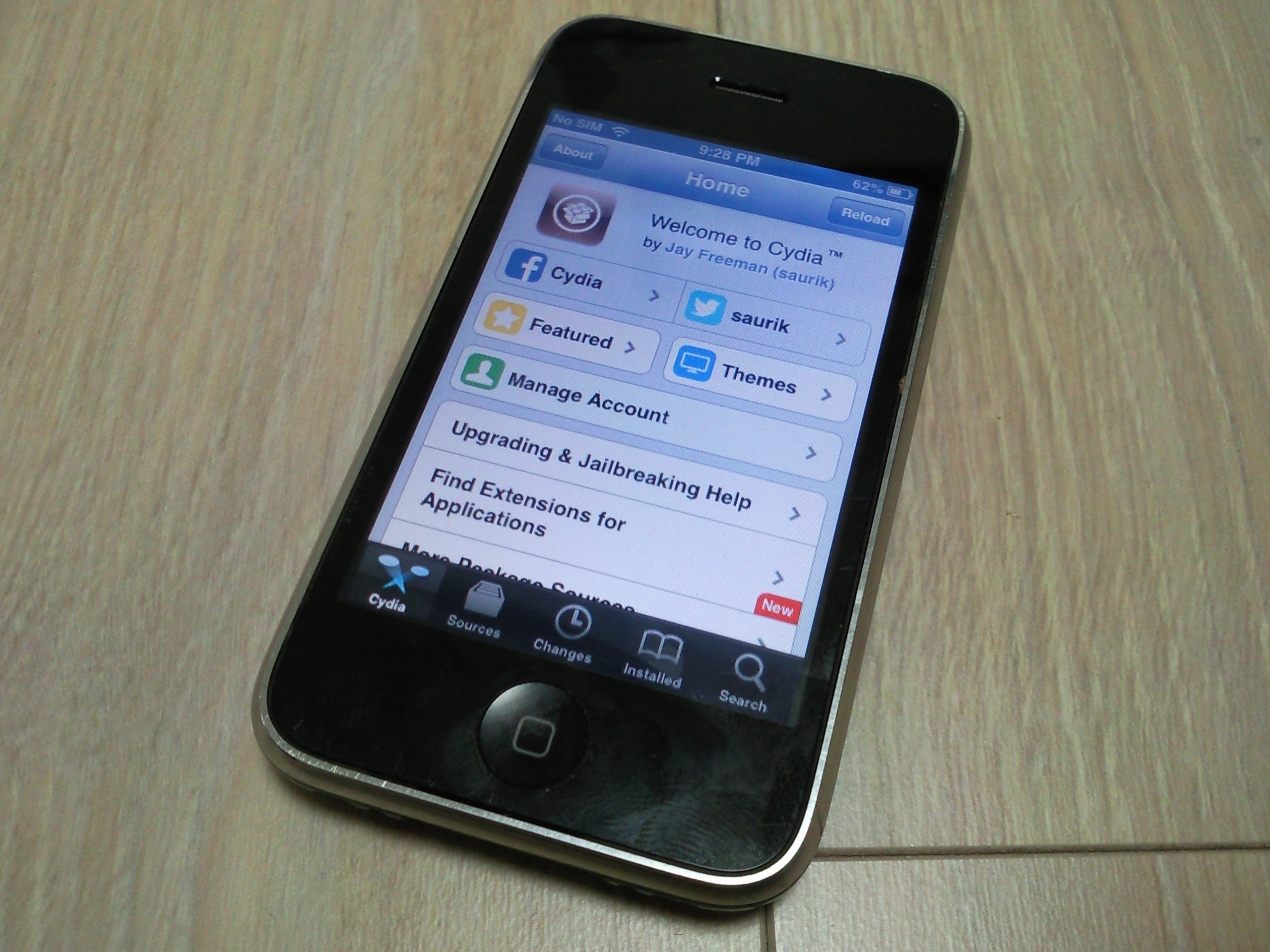
iOS магазин джейлбрейка, Cydia

Джейлбрейк (англ. jailbreak — «побег из тюрьмы», «взлом») iPhone/iPod Touch/iPad/Apple TV/Apple Watch — официально не поддерживаемая корпорацией Apple операция, позволяющая получить доступ к файловой системе ряда моделей устройств iPhone, iPod, iPad, Apple TV и Apple Watch. Это позволяет расширить возможности аппарата, например, сделать возможным поддержку тем оформления, твиков и установку приложений из сторонних источников (которые работают только с джейлбрейком. Пример: tweakbox, appcake, cydia, sileo и т. д.). Джейлбрейк открывает полный доступ к файловой системе iPhone, iPod, iPad или Apple TV, однако доступа к файловой системе Apple Watch нет даже с джейлбрейком. Джейлбрейк зачастую недоступен для современных моделей устройств с обновлённым системным ПО.

## Гарантийные обязательства
После процедуры джейлбрейка лицензионное соглашение нарушается, и владелец устройства Apple лишается права на техническую поддержку и гарантийные обязательства. Однако официальные процедуры восстановления и обновления устройства вновь закрывают уязвимости, с помощью которых был сделан джейлбрейк, и удаляют все следы от процедуры джейлбрейка, поэтому проверить, было ли когда-либо устройство подвержено джейлбрейку, невозможно, если пользователь сделает перепрошивку (обновление или восстановление) устройства. Можно лишь повторно сделать джейлбрейк, проверить целостность файловой системы и попытаться найти следы от джейлбрейка. Учитывая, что компания Apple против «взлома прошивки», сами они этого делать не станут и не смогут, соответственно, и проверить, была ли процедура джейлбрейка после обновления или восстановления устройства, не могут. В России и США процедура доступа к файловой системе (джейлбрейк) не является противозаконной.

## Технические детали
Операционная система Apple iOS исполняет все приложения от имени пользователя с ограниченными правами, и приложения (независимо от средств разработки, использованных для их создания) не могут производить некоторые системные вызовы ядра ОС, а также не имеют доступа к некоторым каталогам.
Установленная программа имеет полный доступ только к определённой части памяти, специально выделенной под это приложение (ни одно приложение не может добавлять, удалять или изменять какие-либо файлы, не относящиеся к нему). Исключение составляют только контакты, фото, видео и музыка, к которым приложение с согласия пользователя может иметь ограниченный доступ.
Компании-производители реализовали защиту от изменения важных системных данных — эти данные могут изменяться только системным процессом, который выполняет над ними строго определённые операции с проверками (например, цифровых подписей на устанавливаемом программном обеспечении). При этом, ввиду отсутствия административных прав у приложений, становятся невозможными также и операции над этим системным процессом с помощью модулей ядра, функции ptrace и т. п.
Ограничение установлено, например, для защиты от копирования приложений третьих фирм.
В число «важных системных данных» входит, например, список установленных приложений. То есть без операции джейлбрейк можно устанавливать приложения только из электронного магазина приложений App Store.

### Что даёт джейлбрейк?
Операция джейлбрейк снимает ограничение, например, использованием setuid-бита на исполняемых файлах или ослаблением прав доступа к важным каталогам (папкам).
Джейлбрейк даёт следующие возможности:
- использование приложений со стороны настольного ПК (ПО реализовано как надстройка над компонентами из iTunes), дающего полный доступ к файловой системе устройства по аналогии с Microsoft ActiveSync.
- возможность занесения в устройство ПО не только из App Store, но ещё, например, с помощью Cydia. В числе этого программного обеспечения есть и инструменты для взлома защиты baseband (GSM-чипа) с отвязкой от AT&T, Verizon, Sprint.
- возможность занесения в устройство BSD-подсистемы (портирована из «большого» Darwin), в которую входит SSH, то есть, SSH-доступа к устройству с возможностью применения инструментов командной строки (в том числе для отвязки от оператора).

Процесс джейлбрейка может приводить к переводу аппарата в состояние «кирпич» — то есть привести к невозможности использования устройства без каких-либо способов восстановления работоспособности. Но в большинстве случаев можно восстановить работоспособность посредством ввода устройства в DFU-режим (от англ. device firmware update, режим обновления встроенного ПО устройства) и перепрошивки на актуальную версию iOS. После успешного джейлбрейка могут отмечаться: снижение стабильности и безопасности, сложности с обновлением встроенной ОС (после обновления потребуется делать джейлбрейк заново, в случае его доступности на новой версии), платность ряда приложений в сторонних магазинах приложений. Устройства после джейлбрейка в большей степени подвержены риску заражения зловредными программами.

## Типы операции джейлбрейк

### Привязанный джейлбрейк (Tethered)
Требуется проводить процедуру джейлбрейка заново после каждой перезагрузки аппарата, при этом приложения переустанавливать не надо. До проведения повторной процедуры джейлбрейка аппарат неработоспособен(а именно падает в recovery mode)! Возможен только на устройствах с процессором Apple A4 и выше, так как используются уязвимости загрузочного ПЗУ.

### Отвязанный (непривязанный) джейлбрейк (UnTethered)
Не утрачивается после перезагрузки аппарата, в отличие от любого другого типа джейлбрейка Был на iOS < 8 & 14 - 14.8

### Полупривязанный джейлбрейк (SemiTethered)
Даёт возможность перезагружать устройство, не теряя возможности пользоваться им, но при этом после перезагрузки устройства все функции джейлбрейка утрачиваются. Для восстановления джейлбрейка необходимо подключать устройство к ПК для повторения процедуры джейлбрейка.

### Полуотвязанный джейлбрейк (SemiUnTethered)
Похож на полупривязанный, но позволяет повторить процедуру без подключения к ПК благодаря наличию утилиты для проведения данной операции на самом устройстве.

## Техническая информация
Установка сторонних приложений обычно происходит через менеджер пакетов, например, Cydia для iPhone OS 2.0+ или Installer от iPhone OS 1.0 и до iPhone OS 1.1.5. Он представляет собой визуальный фронтенд для модифицированного менеджера пакетов Debian.
Существует возможность вернуть устройство в оригинальное заводское состояние с помощью iTunes, при этом содержимое флеш-памяти устройства стирается, не оставляя следов джейлбрейка.

## Версии, поддерживающие процедуру[7]
| Версия iOS                  | Обновления без поддержки                                                                      | Устройства, поддерживающие процедуру | Утилита |
| --------------------------- | --------------------------------------------------------------------------------------------- | --- | --- |
| iPhone OS 1                 | iOS 1.1.2 — для всех устройств iOS 1.1— для iPhone 2G                                         | iPhone 2G iPod touch 1G | AppTapp Installer (iOS 1.0 - 1.0.2, 1.1.1), 4039 jailbreak (iOS 1.1), ZiPhone (iOS 1.1.3 - 1.1.5) |
| iPhone OS 2                 | iOS 2.0 - 2.1 — для iPod touch 2G iOS 2.1.1 — для всех устройств кроме iPod touch 2G          | iPhone 2G, 3G iPod touch 1G, 2G | QuickPwn (iOS 2.0 - 2.2.1) |
| iPhone OS 3                 | iOS 3.0 - 3.0.1, 3.2 - 3.2.1 — для всех устройств iOS 3.2.2 — для всех устройств кроме iPad 1 | iPhone 2G, 3G, 3GS iPod touch 1G, 2G, 3G iPad 1 | blackra1n (iOS 3.1 - iOS 3.1.2), redsn0w (iOS 3.1.2 - iOS 3.1.3), Spirit (iOS 3.1.2 - iOS 3.1.3), limera1n (iOS 3.2.2) |
| iOS 4 (кроме CDMA)          | iOS 4.3.4 - 4.3.5 — для iPad 2                                                                | iPhone 3G, 3GS, 4 iPod touch 2G, 3G, 4G iPad 1, 2 | limera1n (iOS 4.0 - 4.0.2), JailbreakMe (iOS 4.0 - 4.0.2, 4.3 - 4.3; iOS 4.3.5 — для iPod touch 3G), redsn0w (iOS 4.1 - 4.3.5), sn0wbreeze (iOS 4.2.1 — для iPod touch 2G) |
| iOS 4 CDMA (4.2.5 - 4.2.10) | -                                                                                             | iPhone 4 | redsn0w (iOS 4.2.5 - 4.2.10), JailbreakMe (iOS 4.2.6 - 4.2.8) |
| iOS 5                       | iOS 5.1 — для iPhone 4S, iPad 2, 3 iOS 5.0, 5.1 — для iPad 2                                  | iPhone 3GS, 4, 4S iPod touch 3G, 4G iPad 1, 2, 3 | redsn0w (iOS 5.0 - 5.1.1), Absinthe 0.4 (iOS 5.0 - 5.0.1 — для iPhone 4S), Absinthe 2 (iOS 5.1.1) |
| iOS 6                       | -                                                                                             | iPhone 3GS, 4, 4S, 5 iPod touch 4G, 5G iPad 2, 3, 4 iPad mini 1                                                                                             | redsn0w (iOS 6.0 - 6.0.1, 6.1, 6.1.2 - 6.1.3, 6.1.6 — для iPhone 3GS), evasi0n (iOS 6.0 - 6.1.2), p0sixspwn (iOS 6.1.3 - 6.1.6) |
| iOS 7                       | -                                                                                             | iPhone 4, 4S, 5, 5C, 5S iPod touch 5G iPad 2, 3, 4 iPad Air 1 iPad mini 1, 2                                                                                | evasi0n7 (iOS 7.0 - 7.0.6), Pangu (iOS 7.1 - 7.1.2) |
| iOS 8                       | iOS 8.4.1 — для всех 64-bit устройств                                                         | iPhone 4S, 5, 5C, 5S, 6 iPod touch 5G, 6G iPad 2, 3, 4 iPad Air 1, 2 iPad mini 1, 2, 3                                                                      | Pangu8 (iOS 8.0 - 8.1), TaiG (iOS 8.0 - 8.4), PP Jailbreak (iOS 8.0 - 8.4), Home Depot (32-bit) (iOS 8.4.1), EtasonJB (32-bit) (iOS 8.4.1), daibutsu (32-bit) (iOS 8.4.1) |
| iOS 9                       | iOS 9.3.4 - 9.3.5 — для всех 64-bit                                                           | iPhone 4S, 5, 5C, 5S, 6, 6S, SE iPod touch 5G, 6G iPad 2, 3, 4 iPad Air 1, 2 iPad mini 1, 2, 3, 4 iPad Pro 9.7", 12.9" 1G                                   | Pangu9 (iOS 9.0 - 9.0.2; iOS 9.1 — для всех 64-bit устройств), Home Depot (32-bit) (iOS 9.1 - 9.3.4; iOS 9.3.5 — для iPod touch 5G), JailbreakMe (32-bit) (iOS 9.1 - 9.3.4; iOS 9.3.5 — для iPod touch 5G), Pangu (64-bit) (iOS 9.2 - 9.3.3), Phœnix (32-bit) (iOS 9.3.5 - 9.3.6) checkra1n NPC (iOS 9.3.5 - 9.3.6) |
| iOS 10                      | -                                                                                             | iPhone 5, 5C, 5S, 6, 6S, SE, 7 iPod touch 6G iPad 4, 5 iPad Air 1, 2 iPad mini 2, 3, 4 iPad Pro 9.7", 12.9" 1G, 12,9" 2G, 10.5"                             | h3lix (32-bit) (iOS 10.0.1 - 10.0.2, 10.1 - 10.3.4), Yalu (64-bit) (iOS 10.0 - 10.2), Meridian (64-bit) (iOS 10.0 - 10.3.3), TotallyNotSpyware (64-bit) (iOS 10.0 - 10.3.3 — кроме iPad Pro 12.9" 2G, 10.5"), doubleh3lix (64-bit) (iOS 10.0 - 10.3.3 — кроме iPhone 7, iPad Pro 12.9" 2G, 10.5"), Saïgon (64-bit) (iOS 10.2.1— кроме iPhone 7, iPad 5), g0blin (64-bit) (iOS 10.3 - 10.3.3 — кроме iPhone 7, iPad Pro 12.9" 2G, 10.5") |
| iOS 11                      | -                                                                                             | iPhone 5S, 6, 6S, SE, 7, 8, X iPod touch 6G iPad 5, 6 iPad Air 1, 2 iPad mini 2, 3, 4 iPad Pro 9.7", 12.9" 1G, 12.9" 2G, 10.5"                              | LiberiOS (iOS 11.0 - 11.1.2), Electra (iOS 11.0 - 11.4.1), unc0ver (iOS 11.0 - 11.4.1) |
| iOS 12                      | -                                                                                             | iPhone 5S, 6, 6S, SE, 7, 8, X, XR, XS iPod touch 6G iPad 5, 6 iPad Air 1, 2, 3 iPad mini 2, 3, 4, 5 iPad Pro 9.7", 12.9" 1G, 12.9" 2G, 10.5", 11", 12.9" 3G | unc0ver (iOS 12.0 - 12.5.1), Chimera (iOS 12.0 - 12.1.2; iOS 12.1.3 - 12.2, 12.4) checkra1n (iOS 12.0 - 12.5.1 — только для девайсов на A7 - A11) freya (iOS 12.0 - iOS 12.5.7). |
| iOS 13                      | iOS 13.5.1 - 13.7 - для всех устройств на A12 и A13                                           | iPhone 6S, SE, 7, 8, X, XR, XS, 11, 11 Pro, SE iPod touch 7G                                                                                                | checkra1n (iOS 13.0 - 13.7 — только для девайсов на A7 - A11) unc0ver (iOS 13.0 - 13.7) Odyssey (iOS 13.0 - 13.7 — только для девайсов на A9 - A13) |
| iPadOS 13                   | iPadOS 13.5.1 - 13.7 - для всех устройств на A12, A12X и A12Z                                 | iPad 5, 6, 7 iPad Air 3 iPad Pro 9.7", 12.9" 1G, 12.9" 2G, 10.5", 11", 12.9" 3G iPad mini 4, 5                                                              | checkra1n (iPadOS 13.0 - 13.7 — только для девайсов на A7 - A11) unc0ver (iPadOS 13.7) |
| iOS 14                      | iOS 14 — iOS 14.8                                                                             | iPhone 6s, SE, 7, 8, X, XS, XR, 11, 11 Pro, 12, 12 Pro iPod touch 7G                                                                                        | checkra1n (iOS 14.0 - 14.7.1 — только для девайсов на A7 - A11) unc0ver (iOS 14.0 - 14.3), (iOS 14.6 - 14.8) — только для iPhone XR iPhone XS iPhone XS Max iPhone 11 iPhone 11 Pro iPhone 11 Pro Max |
| iOS 15                      | iOS 15 — iOS 15.7.2 RC                                                                        | iPhone 6s, SE, 7, 8, X, XS, XR, 11, 11 Pro, 12, 12 Pro, 13, 13 Pro                                                                                          | palera1n ( iOS 15.0 - 15.7.5 RC) — только для iPhone 6S iPhone SE iPhone 7 iPhone 8 iPhone X XinaA15 (iOS 15.0 - 15.1.1 - только для девайсов на A12 - A15) Dopamine (iOS 15.0 - 16.6.1 - только для A8-A16, M1,M2) Fugu15 (iOS 15.0 -15.4.1 - только для A12-A16, M1) nekoJB (iOS 15.0-15.8.3) — только для iPhone 6S iPhone SE iPhone 7 iPhone 8 iPhone X                                                                             |
| iOS 16                      | iOS 16-16.7.5                                                                                 | iPhone 8, X, XS, XR, 11, 11 Pro, 12, 12 Pro, 13, 13 Pro, 14, 14 Pro                                                                                         | palera1n (iOS 16-16.6 - только для A8-A11) Dopamine (iOS 16.0 - 16.6.1 - только для A8-A16, M1-M2) Serotonin (iOS 16.0 - 16.6.1 - только для A12>) NathanLR (iOS 16.5.1-16.6.1 - только для A12>) |
| iOS 17                      | iOS 17-17.6                                                                                   | iPhone XS, XR, 11, 11 Pro, 12, 12 Pro, 13, 13 Pro, 14, 14 Pro, 15, 15 Pro                                                                                   | palera1n ( iOS 17-17.6 - только для A10-A11) |
| iOS 18                      | 18.0                                                                                          | iPhone XS, XR, 11, 11 Pro, 12, 12 Pro, 13, 13 Pro, 14, 14 Pro, 15, 15 Pro                                                                                   | palera1n ( iOS 18.0 - только для А11>) |

| Версия tvOS | Обновления без поддержки                                                         | Устройства, поддерживающие процедуру | Утилита |
| ----------- | -------------------------------------------------------------------------------- | ------------------------------------ | --- |
| Apple TV 4  | -                                                                                | Apple TV 2G                          | greenpois0n (Apple TV 4.0, 4.1.1), Limera1n (Apple TV 4.0), PwnageTool (Apple TV 4.0 - 4.3), Seas0nPass (Apple TV 4.0 - 4.3; Apple TV 4.4 - 4.4.4 — Tethered), unthredeh4il (Apple TV 4.0 - 4.4.4), Sn0wbreeze (Apple TV 4.0, 4.2 - 4.3), Redsn0w (Apple TV 4.2 - 4.3)                                                   |
| Apple TV 5  | Apple TV 5.0 - 5.3 — для Apple TV 3G                                             | Apple TV 2G Apple TV 3G              | Seas0nPass (Apple TV 5.1 - 5.3 — для Apple TV 2G; Apple TV 5.0 - 5.0.2 — Tethered для Apple TV 2G), unthredeh4il (Apple TV 5.0 - 5.0.2 — для Apple TV 2G), Evasi0n (Apple TV 5.1 - 5.2 — для Apple TV 2G), P0sixspwn (Apple TV 5.2.1 - 5.3 — для Apple TV 2G), Redsn0w (Apple TV 5.2.1 - 5.3 — Tethered для Apple TV 2G) |
| Apple TV 6  | Apple TV 6.0 - 6.1.1 — для всех устройств Apple TV 6.1.2 - 6.2 — для Apple TV 3G | Apple TV 2G Apple TV 3G              | Seas0nPass (Apple TV 6.1.2 - 6.2 — для Apple TV 2G) |
| Apple TV 7  | Apple TV 7.0 - 7.3.1, 7.5 — для всех устройств                                   | Apple TV 3G                          | etasonATV (Apple TV 7.4) |
| tvOS 9      | tvOS 9.1 - 9.2.2 — для всех устройств                                            | Apple TV 4G                          | Pangu9 (tvOS 9.0 - 9.0.1) |
| tvOS 10     | tvOS 10.1.1 - 10.2.1 — для всех устройств                                        | Apple TV 4G                          | LiberTV (tvOS 10.0 - 10.0.1), backr00m (tvOS 10.2.2), greeng0blin (tvOS 10.2.2) |
| tvOS 11     | -                                                                                | Apple TV 4G Apple TV 5G (4K)         | LiberTV (tvOS 11.0 - 11.1), backr00m (tvOS 11.0 - 11.1), electraTV (tvOS 11.0 - 11.4.1) |
| tvOS 12     | -                                                                                | Apple TV 4G Apple TV 5G (4K)         | ChimeraTV (tvOS 12.0 - 12.2, 12.4) unc0ver TV (tvOS 12.0 - 12.4.1) checkra1n (tvOS 12.0 - 12.4.1) |
| tvOS 13     | -                                                                                | Apple TV 4G Apple TV 5G (4K)         | checkra1n (tvOS 13.0 - 13.4.8) unc0ver TV (tvOS 13.0 - 13.4.5) |

Для Apple Watch нет полноценного джейлбрейка, только прототипы.
| Версия watchOS | Обновления без поддержки                                                         | Устройства, поддерживающие процедуру                                       | Утилита                                        |
| -------------- | -------------------------------------------------------------------------------- | -------------------------------------------------------------------------- | ---------------------------------------------- |
| watchOS 1      | WatchOS 1.0 - 1.0.1 — для всех устройств                                         | Apple Watch 1G                                                             | Утилиты отсутствуют                            |
| watchOS 2      | WatchOS 2.0 - 2.2.2 — для всех устройств                                         | Apple Watch 1G                                                             | Утилиты отсутствуют                            |
| watchOS 3      | -                                                                                | Apple Watch 1G Apple Watch S1 Apple Watch S2                               | OverCl0ck (watchOS 3.0 - 3.2.3)                |
| watchOS 4      | WatchOS 4.0, 4.2 - 4.3.2 — для всех устройств WatchOS 4.1 — кроме Apple Watch S3 | Apple Watch 1G Apple Watch S1 Apple Watch S2 Apple Watch S3                | jelbrekTime (watchOS 4.1 — для Apple Watch S3) |
| watchOS 5      | WatchOS 5.0 - 5.3.1 — для всех устройств                                         | Apple Watch 1G Apple Watch S1 Apple Watch S2 Apple Watch S3 Apple Watch S4 | Утилиты отсутствуют                            |
| watchOS 6      | WatchOS 6.0 - 6.1 Beta — для всех устройств                                      | Apple Watch S1 Apple Watch S2 Apple Watch S3 Apple Watch S4 Apple Watch S5 | На данный момент утилит нет                    |

## Дополнительно
Процедуры взлома, аналогичные джейлбрейку для iOS, существуют и для других мобильных платформ с ограничениями на установку приложений и на доступ к файловой системе, включая Android, Windows Phone 7 и Symbian 9, для игровых консолей PS3, PSP, для других устройств, например, Kindle.